# اتحاد باكستان لكرة القدم

الشعار السابق للاتحاد

تأسس الاتحاد الباكستاني لكرة القدم في عام 1947م وانضم إلى الاتحاد الدولي لكرة القدم في 1948م وانضم إلى الاتحاد الآسيوي لكرة القدم في 1954م.